# Targ na dziewczęta

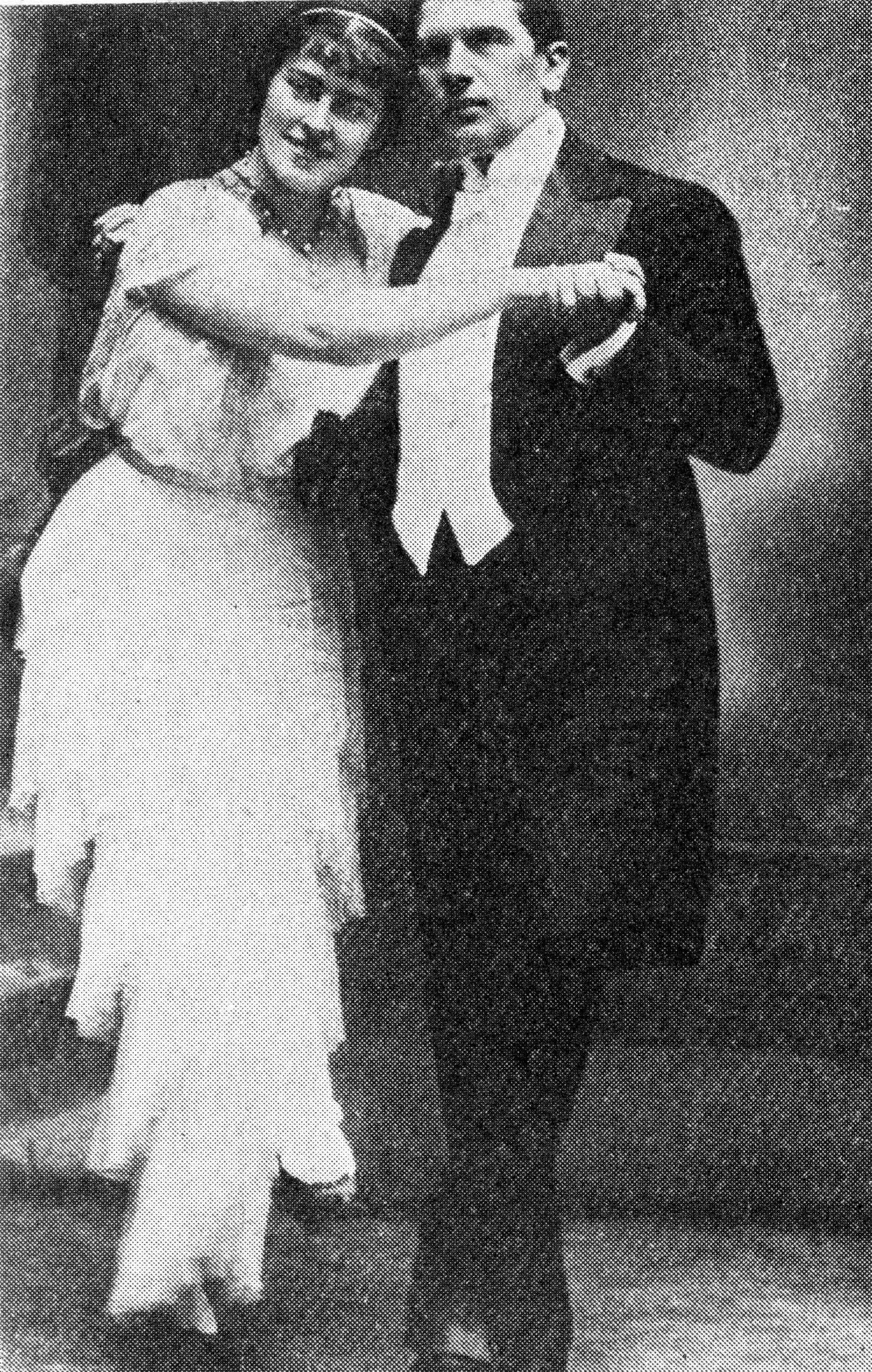
Lucyna Messal i Józef Redo w operetce „Targ na dziewczęta”

Targ na dziewczęta (węg. Leányvásár) – operetka w trzech aktach węgierskiego kompozytora Victora Jacobiego. W czasie przedstawienia wykonano przypuszczalnie po raz pierwszy publicznie tango w Polsce.

## Opis
Premiera odbyła się 14 listopada 1911 w teatrze Király Színház (Teatr Królewski) w Budapeszcie. W Węgierskiej premierze grali Király Színházban, Fedák Sári, Rátkai Márton, Király Ernõ oraz Petráss Sári. Libretto napisali Miksa Bródy (Miklós) oraz Ferenc Martos. Szlagierem była piosenka „No de méltóságos úr...”. Premiera w Rosji odbyła się w Petersburgu w teatrze „Буфф” pod nazwą „Купленная жена” w 1912, a następnie była wystawiana pod nazwą „Ярмарка невест”.

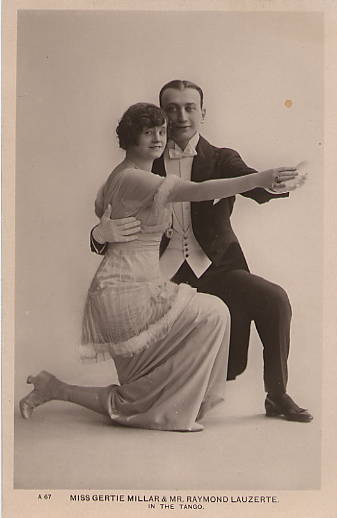
Gertie Millar i Raymond Lauzerte w Daly Theatre w Londynie w 1913 roku

Premiera („The Marriage Market”) na Broadwayu odbyła się 22 września 1913 roku. Polska premiera odbyła się 28 października 1913 roku w Warszawie w Teatrze Nowości na ulicy Hipotecznej 8. Wersja hiszpańska Emilio G. de Castillo, 1916.

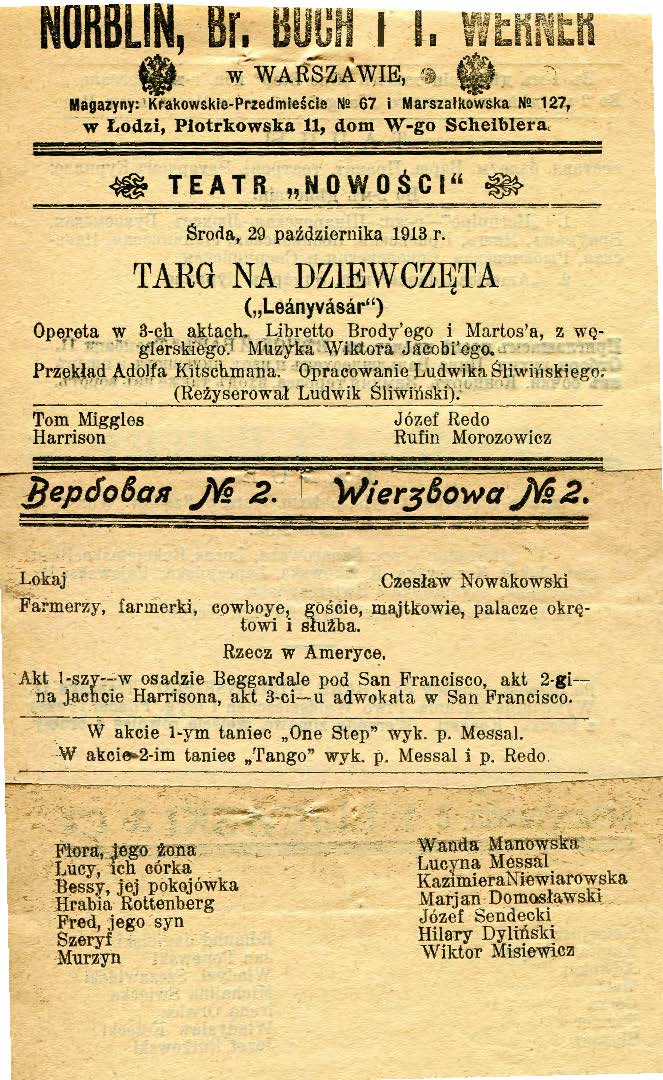
Reklama przedstawienia „Targ na dziewczęta” z 1913 roku

Polski przekład Adolfa Kitschmana został wystawiony w Teatrze Nowości w opracowaniu i reżyserii Ludwika Śliwińskiego. Akt pierwszy odbywa się w Beggardale pod San Francisco, akt drugi na jachcie Mariposa, akt trzeci u adwokata w San Francisco. W akcie drugim taniec „Tango” było wykonane przez Lucynę Messal i Józefa Redo.
Było to przypuszczalnie pierwsze publiczne wykonanie tanga w Polsce. W przeddzień premiery (28 października, 1913) w Kurierze Porannym napisano „Od jutra Messalka z Redem rozpoczną uczyć bawiącą się Warszawę, jak się tańczy taniec tango. Przychodzi on do nas z Paryża, jak wszystkie mody, o kwartał spóźniony... Oczywiście nic na tym nie straciliśmy. Jak mówią, tango dostał się [sic!] do Paryża z Argentyny...”
Syrena Rekord wydała płytę z orkiestrą, którą dyrygowała Anda Kitczmanówna z operetki „Targ na dziewczęta” z dwoma utworami – One-step z tejże operetki z teatru „Nowości” (muzyka Jacobi) oraz Tango Argentin z tejże operetki (muzyka Jacobi) [płyta numer 1268 (3241, 3242)].
W operetce występowali też farmerzy, farmerki, cowboye, goście, majtkowie, palacze okrętowi i służba. Toma Migglesa grał Józef Redo, Rufin Morozowicz grał Harrisona, Wanda Manowska grała Florę, żonę Harrisona, Lucyna Messal grała Lucy, córkę Flory i Harrisona, Kazimiera Niewiarowska grała Bessy, pokojówkę Flory, Marjan Domosławski grał Hrabię Rottenberga, Hilary Dyliński był szeryfem, Wiktor Misiewicz grał murzyna, Edmund Jagielski grał notariusza, Jan Popowski (aktor) kapitana okrętu, Władysław Szczawiński adwokata, Michalina Święcka była matką, Irena Orwicz córkę, Władysław Kotecki farmera, Józef Rutkowski (aktor) służącego. Dyrygentem była Anda Kitschman.

## Treść
Rzecz się dzieje w miejscowości Beggardale pod San Francisco, gdzie lokalni farmerzy mają „targ na dziewczęta”. Bogacz Harrison przychodzi z córką Lucy na targ, a ta zgodnie z tradycją wybiera najprzystojniejszego, którym jest Tom Miggles. Niestety w sprawę jest wmieszany Hrabia Fritz Rottenberg.

## Wystawienia powojenne w Polsce
Targ na dziewczęta wystawiono w 1983 roku w Teatrze Muzycznym w Lublinie (w reżyserii Beaty Artemskiej) oraz w 1985 roku Teatrze Muzycznym w Poznaniu (w reżyserii Barbary Fijewskiej).  

## Film
W 1918 roku powstał film „Leányvásár”, którego reżyserem był Antal Forgács. W 1941 został nakręcony drugi film, który wyreżyserował Félix Podmaniczky. We Włoszech film był rozprowadzany pod tytułem „Ragazze da marito” („Panny na wydaniu”).